# 미시간 주립 대학교
미시간 주립 대학교(영어: Michigan State University, MSU)는 미국 미시간주의 이스트랜싱 지역에 위치한 연구 중심의 명문 종합대학이다. 현재 미국 최대 규모의 종합대학/대학원으로 알려져 있다. 1855년 미국 최초의 랜드그랜트 대학교로서 설립되었으며 향후 펜실베이니아 주립 대학교(PSU), 일리노이 대학교(UIUC), 코넬 대학교, 위스컨신 대학교(UW), 메릴랜드 대학교 등, 1862년 모릴법 하에 의거하여 만들어진 많은 랜드그랜트 대학들의 모범이 되었다.
미국 최초의 고등 교육 기관들 가운데 하나로서 과학농업 교육을 위해 미시간 주립 농과 대학(Agricultural College of the State of Michigan)이라는 이름으로 설립되었다. 모릴법 도입 이후 농업 이외의 커리컬럼으로 확장해나갔다. 미시간 주립 대학교는 미국 초기의 국립 시설이기도 하다. 또한 미국 내 최고 명문 공립대학교들로 간주되는 미국의 퍼블릭 아이비 대학교들 가운데 하나이다.
《U.S. 뉴스 & 월드 리포트》에 따르면 MSU는 핵물리학(Nuclear physics)과 교육학 분야에서 미국내 독보적인 존재로 핵물리학(Nuclear physics) 1위, 초등교육학(Elementary education)1위 *23년 연속1위, 중등교육학(Secondary education) 1위 *23년 연속 1위를 기록 중이며, 공급사슬, 물류학(Supply chain management/logistics) 1위, 조직심리학(Organizational psychology) 1위, 커뮤니케이션학(Communication) 1위, 심리재활치료학(Rehabilitation counseling(education)) 1위 등을 기록 중이다.
이밖에도 경영학(Business), 법학(Law), 회계학(Public Account)의학(medicine), 수의학(Veterinary Med), 호텔 경영학(hospitality business), 음악(Music)의 연구를 선도하고 있다. 오늘날, 이 대학의 해외 파견 프로그램은 미국에서 단일 캠퍼스 대학 기준으로 가장 큰 편이며, 남극 대륙을 포함한 대륙의 60개가 넘는 나라에 200개가 넘는 프로그램을 제공하고 있다.
오늘날, 미시간 주립 대학교의 학생 수는 49,809명, 교직원 수는 5,703명이며, 미국에서 9번째로 가장 크다. 또, 독자적인 화력 발전소나 경찰 기구, 박물관, 미술관, 천문학관, 대극장, 야외극장 등이 있으므로, 수업 내용과 같게 교육 시설도 충실한 학교이다.
MSU의 스포츠 팀들은 스파르탄스(Spartans)라고 한다. 아이스 하키를 제외한 모든 스포츠를 통해 빅 텐 컨퍼런스(Big Ten Conference)에서 경쟁한다. 이 컨퍼런스에서 이 팀은 중앙 대학 단체 하키 협회의 일부이다. 미시간 주립 대학교의 미식축구 팀은 1954년, 1956년, 1988년, 2013년에 로즈 볼(Rose Bowl) 우승했으며, 7개의 미국 내 선수권을 자랑한다. 매직 존슨과 드레이먼드 그린을 배출한 남자 농구 팀은 NCAA에서 최고 수준의 명성을 자랑하며 1979년과 2000년에 전미 챔피언을 만끽했다. 미시간 주립 대학교의 남자 아이스 하키는 1966년, 1986년, 그리고 2007년에 미국 내 선수권을 획득하였다. 여자 크로스컨트리 팀은 2019년 빅 텐 챔피언십으로 이름을 올렸다.

## 역사

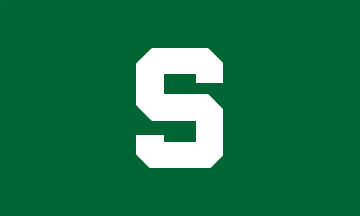
MSU의 깃발

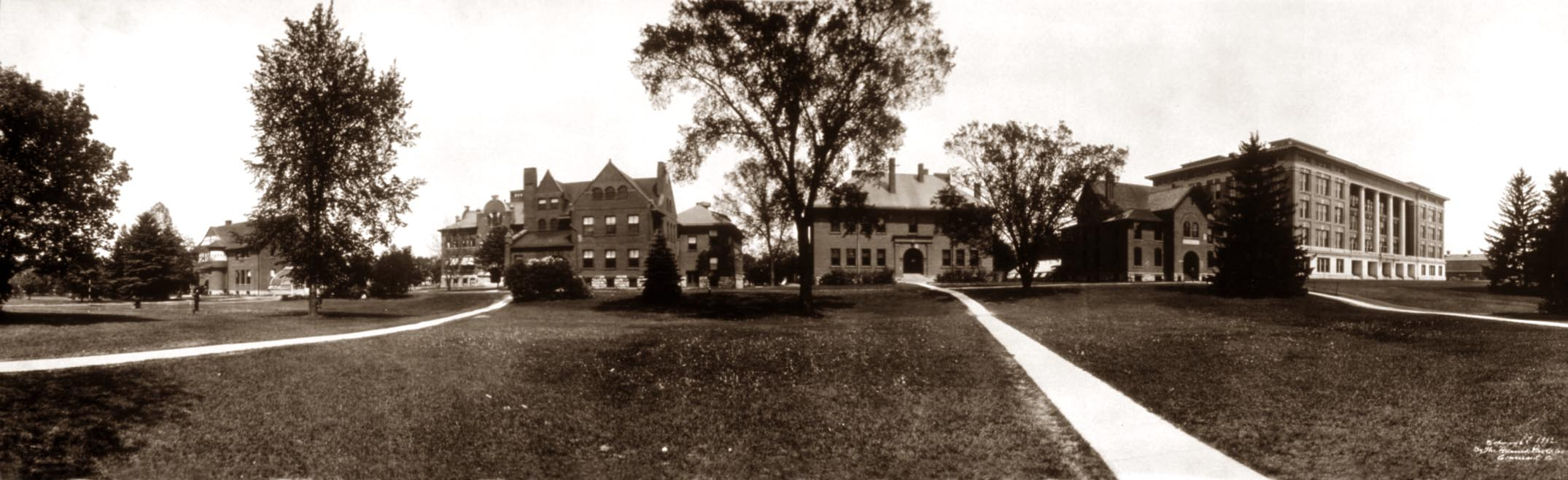
1912년 MSU 연구소로 가는 길

### 농업에 뿌리를 두다
1850년 미시간주 헌법은 농업 학교의 설립을 요청하였으나 1855년 2월 12일 들어서야 미시간주 주지사 킨즐리 S. 빙엄은 미국 최초의 농업 대학인 미시간 주립 농과 대학(Agricultural College of the State of Michigan)의 설립 법안에 서명하였다. 이로써 이스트랜싱에 3개의 건물과 5명의 교수진과 63명의 남학생들과 더불어 1857년 5월 13일 수업이 시작되기에 이르렀다. 1855년 공학 및 기타 응용과학의 학위를 수여했다.
제1대 총장 조지프 R. 윌리엄스는 당시 다른 모든 학부 기관보다 더 학문적인 연구를 요하는 커리큘럼을 장려하였다. 이를 통해 과학, 자유과, 실무수습의 균형을 맞추게 되었다. 이 커리큘럼은 라틴어와 그리스어 연구는 배제하였는데, 그 이유는 대부분의 입학 신청자들이 자신들의 고등학교에서 고전언어를 배우지 않았기 때문이다. 그러나 하루 3시간의 육체노동이 요구되었고 이는 학생과 칼리지의 비용을 낮추는데 도움을 주었다. 윌리엄스의 혁신과 대중을 위한 교육적 방어에도 불구하고 주 교육 위원회는 윌리엄스를 엘리트주의자로 보았다. 주 교육 위원회는 1859년 윌리엄스의 사직을 강요하였고 이 커리큘럼을 2년제 직업 프로그램으로 축소시켰다.

### 랜드그랜트 선구자로서
1860년 윌리엄스는 미시간주 부지사로 활동하기 시작했으며 1861년 재편성법(Reorganization Act)을 통과시키는데 일조하였다. 이로써 이 대학교는 4년제 교육과정으로 회복되었으며 학교가 박사 학위를 부여할 권한을 가지게 되었다. 이 법 아래에 새로 창설된 기구인 농업 주 위원회(State Board of Agriculture)는 교육 주 위원회의 이 기관에 대한 운영권을 넘겨받게 되었다. 교명은 주립 농과 대학(State Agricultural College)으로 변경되었다. 미국 남북 전쟁이 시작되면서 졸업식에 정성을 들일 시간이 없었다. 1861년 첫 졸업생들이 배출되었으나 이들은 북부군에 입대하였다. 윌리엄스가 사망하였고 이듬해인 1862년 미국 최초의 농과 대학으로서 에이브러햄 링컨 대통령은 재임 기간 동안 모릴법에 서명하였다. 1863년 3월 18일 미시간주는 미시간 주립 대학교를 최초의 랜드그랜트 대학교들 가운데 하나로 할당하였으며 미래 배출될 랜드그랜트 대학교들의 본보기 역할을 하게 되었다.

### 남녀공학으로의 변화

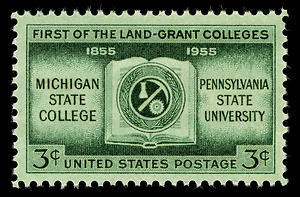
최초의 연방 랜드그랜트 대학을 보여주고 있는 USPS 기념 우표

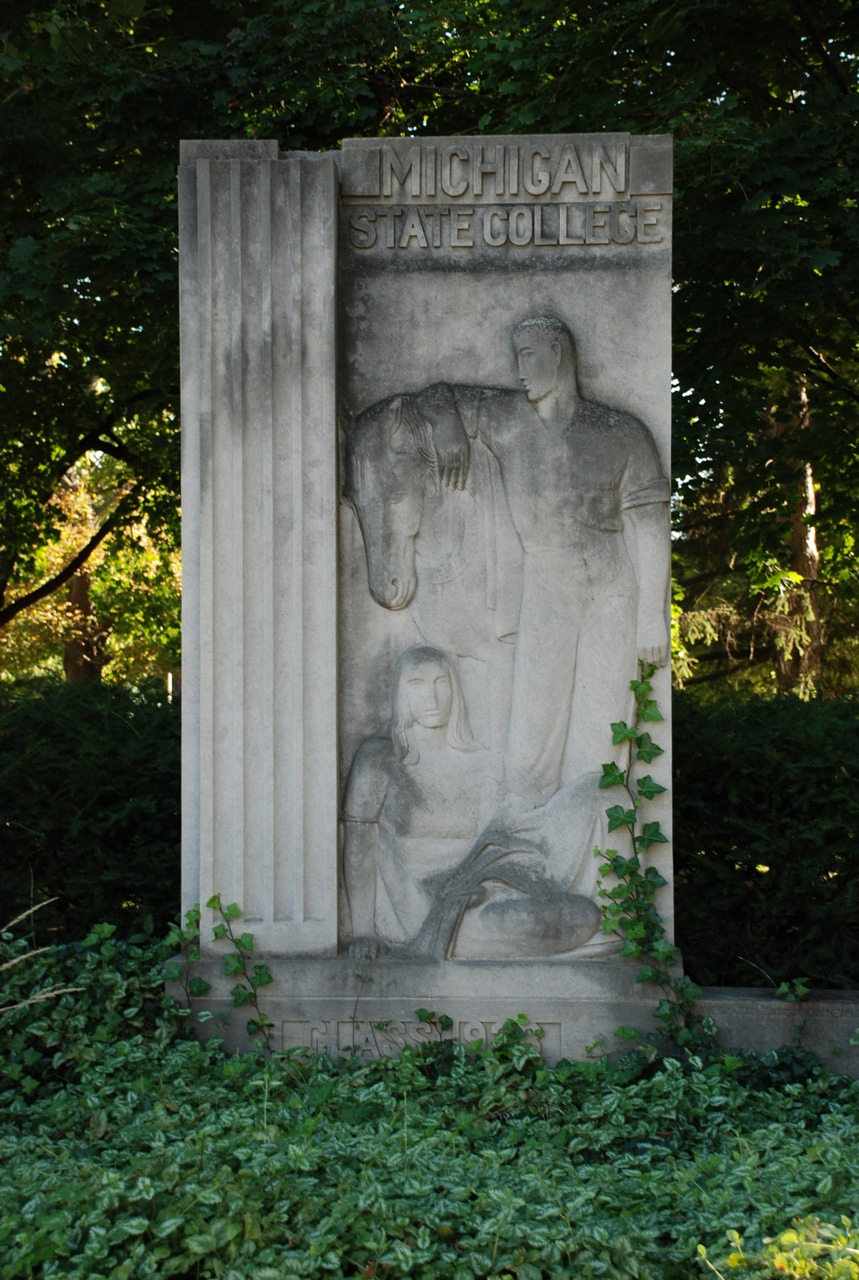

1870년 남녀 대학교가 되어 여성들이 처음으로 입학하였으나 당시 여성을 위한 생활관이 없었다. 등록을 한 몇 안 되는 여성들은 교직원 가족 밑에서 하숙하거나 몹시 힘든 역마차 트레킹을 하였다. 초기부터 여학생들은 남성과 동일한 엄격한 과학 농업 수업을 수강하였다. 1896년, 이 대학은 가정경제학 커리큘럼을 자유과와 과학에 녹여놓은 여성용 수업을 창설하였다. 이는 교육과정을 농과에서 더 넓은 범위의 학습 과정으로 확장한데 따른 것이다. 같은 해에 애벗홀(Abbot Hall)을 남성용 기숙사에서 여성용 기숙사로 전환시켰다. 1899년 최초의 흑인 학생 윌리엄 O. 톰슨(William O. Thompson)의 입학을 받아들였다. 졸업 후 그는 현재의 앨라배마주 터스키기 대학교에서 교육을 진행하였다. 수년 후 미시간 주립 대학교 최초로 흑인 여성 머틀 크레이그(Myrtle Craig)이 학생으로 등록하였다. 26대 미국 대통령 시어도어 루스벨트는 1907년에 개교 50주년을 맞아 학교에 참석했다.

### 빅 텐 대학교
1925년 교명을 미시간 주립 농업응용과학대학(Michigan State College of Agriculture and Applied Science, M.S.C.)으로 변경하였다. 1941년, 농업 주 위원회의 비서 존 A. 한나는 이 대학교의 총장이 되었다.
2차 세계 대전 이후 존 A. 한나 총장은 이 대학교 역사상 가장 큰 확장을 시작하였으며 제2차 세계 대전 참전 용사들이 대학 교육을 받을 수 있도록 도움을 주었던 1945년 G.I. 빌의 도움을 받았다. 한나의 전략들 가운데 하나는 새로운 기숙사 건물을 짓고 충분한 수의 학생들을 이 건물에 채우고 이를 통해 얻은 소득을 가지고 다른 기숙사의 건설을 시작하는 것이었다. 그의 계획 하에 학생 등록 수는 1950년 15,000명에서 1965년 38,000명으로 증가하였다.
1957년, 한나는 매틸다 닷지 윌슨과 함께 현재의 오클랜드 대학교인 미시간 주립 대학교-오클랜드의 공동 설립을 통해 미시간 주립 대학교의 확장을 지속하였다. 한나는 시카고 대학교가 1946년 빅 텐 콘퍼런스에서 물러났을 때 미시간 주립 대학교의 운동권 명성을 개선할 기회를 얻었다. 1949년 미시간 주립 대학교는 빅 텐 콘퍼런스에 가입하기에 이르렀으며 현재 미국 최대 교육 시설들 가운데 하나가 되었다.
6년이 지난 1955년, 미시간주는 이 학교를 대학교(university)로 공식화했다.(정확한 명칭은 Michigan State University of Agriculture and Applied Science이다) 그 뒤로 9년 후 이 대학교의 이사회는 농업 주 위원회(State Board of Agriculture)라는 이름을 MSU Board of Trustees로 변경하였다. 미시간주는 대학교 이름에서 "Agriculture and Applied Science"라는 표기를 제거할 수 있도록 허가하였다. 1964년 현재의 이름 미시간 주립 대학교(Michigan State University)라는 이름이 채택되어 오늘에 이르고 있다.

### 오클랜드 대학교
1957년, 미시간주 오클랜드군 폰티악타운십에 대한 1,500에이커(6.1 km2)의 기부를 통해 미시간 주립 대학교-오클랜드가 창립되었다. 해당 캠퍼스는 1970년 독립적인 학교인 오클랜드 대학교가 되었다.

### 글로벌 리더십 이니셔티브, 2012년 이후
1969년 한나의 시대가 끝난 이후 미시간주는 학생 규모를 증가시키는 것에서부터 국가적 명성을 드높이는 것으로 방향을 전환하였다. 2005년 9월, 로우 애나 심슨(Lou Anna Simon) 총장은 MSU에 2012년 랜드그랜트 대학교들의 글로벌 모델 리더가 될 것을 지시하였다. 미국 내 랜드그랜트 대학교 수가 100곳이 넘지만 그녀는 미시간 주립 대학교가 리더가 되길 희망한다고 언급하였다.
2006년, 미시간 주립 대학교는 미시간 대학교와 웨인 주립 대학교와 더불어 유니버시티 리서치 코리더(University Research Corridor)를 창설하였다. 기술 이전 속도를 빠르게 하고 자원의 접근성을 높이며 새로운 직업을 미시간주에 끌어들일 수 있도록 비즈니스, 정책 결정자, 이노베이터, 발명가, 대중들에게 다가감으로써 미시간주의 경제를 변화시키고 강화시키기 위해 설립되었다.
오늘날 미시간 주립 대학교는 미국 최초의 랜드그랜트 대학교로서 생명공학기술 연구와 기숙형 대학 학습을 강조하고 있다.

### 코로나19로 인한 셧다운
코로나19 팬데믹이 미시간주에 영향을 주기 시작하자 2020년 3월 상당수의 학생들을 집으로 보내고 대면 수업이 중단되었다. 매우 적은 수의 학생들이 2020년 가을 학기에 캠퍼스로 돌아왔으며, MSU 총장 사무엘 L. 스탠리 주니어는 학교 사상 처음으로 거의 완전히 원격 학습으로 채워지는 해가 될 것이라고 언급했다.

### 2023년 총기난사
2023년 2월 13일, 캠퍼스에 총기 난사가 발생하여 3명이 사망하고 5명이 상해를 입었으며 난사 발생 후 총 소지자는 스스로 목숨을 끊었다. 총격이 있은지 한 주 동안 수업은 취소되었으며 수일에 걸쳐 미시간주의 캐피톨 빌딩에서 학생들 주도의 총기 규제 압박을 위한 항의가 있었다.

## 학문 분야
미시간 주립 대학교는 크게 17개 학부로 구성된다.
| - 농학부 (College of Agriculture and Natural Resources) - 문예부 (College of Arts and Letters) - The Eli Broad College of Business and The Eli Broad Graduate School of Management - 커뮤니케이션 예술 과학부(College of Communication Arts and Sciences) - 교육학부 (College of Education) - 공학부 (College of Engineering) - 의학부(College of Human Medicine) - 정골의학부 (College of Osteopathic Medicine) - 국제관계학부 (제임스 매디슨 칼리지, James Madison College) | - 법학부 (College of Law) - 라이맨 브릭스 칼리지(Lyman Briggs College) - 음악부 (College of Music) - 자연과학부(College of Natural Science) - 간호학부(College of Nursing) - 사회과학부 (College of Social Science) - 수의학부 (College of Veterinary Medicine) - 예술과 인간 학부 (Residential College in the Arts and Humanities) |

### 이학부

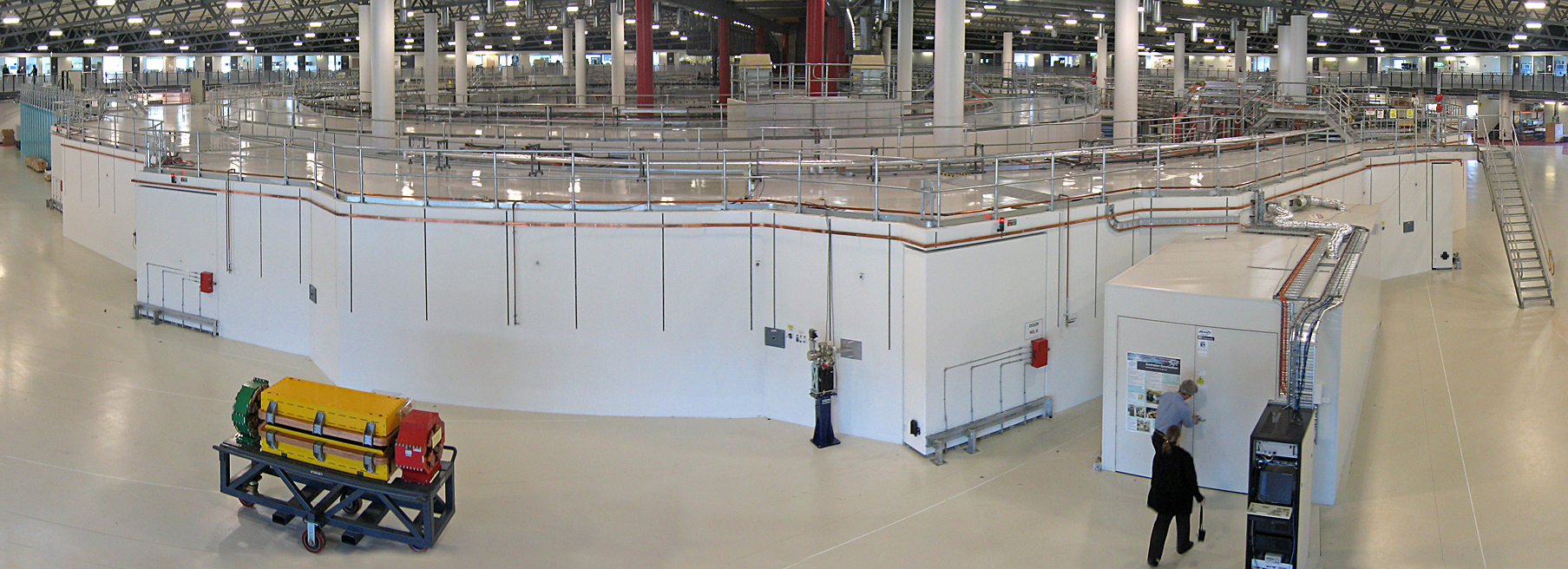
미국 정부의 7,300억이라는 기하학적 투자로 2022년 완공 예정인 미국 최초의 FRIB(Facility for Rare Isotope Beams)

미시간 주립 대학교의 핵물리학/핵공학은 미국/세계에서 1위를 자랑한다. 매해 연방정부 핵연구소의 과학자 10프로가 이학부에서 배출되며 시카고 대학과 함께 세계핵과학연구의 선두주자로 뽑힌다. 2008년에는 미국 연방 정부로부터 5500억, 미시간 주정부와 학교재단 및 세계 핵과학협회로부터 1800억, 총 7300억이라는 기하학적 액수의 투자를 받아 미국 최초의 FRIB(Facility for Rare Isotope Beams)를 건축 중에 있다.
|  | - 생화학, 분자학 - 화학 - 곤충학 - 음식 과학, 영양학 - 지질 과학 | - Lyman Briggs 스쿨 - 수학 - 의학 공학 - 미생물학, 분자 유전자학 - 물리학, 천문학 | - 생리학 - 식물학 - 식물 병리학 - 통계학 - 동물학 |

### 수의 학부

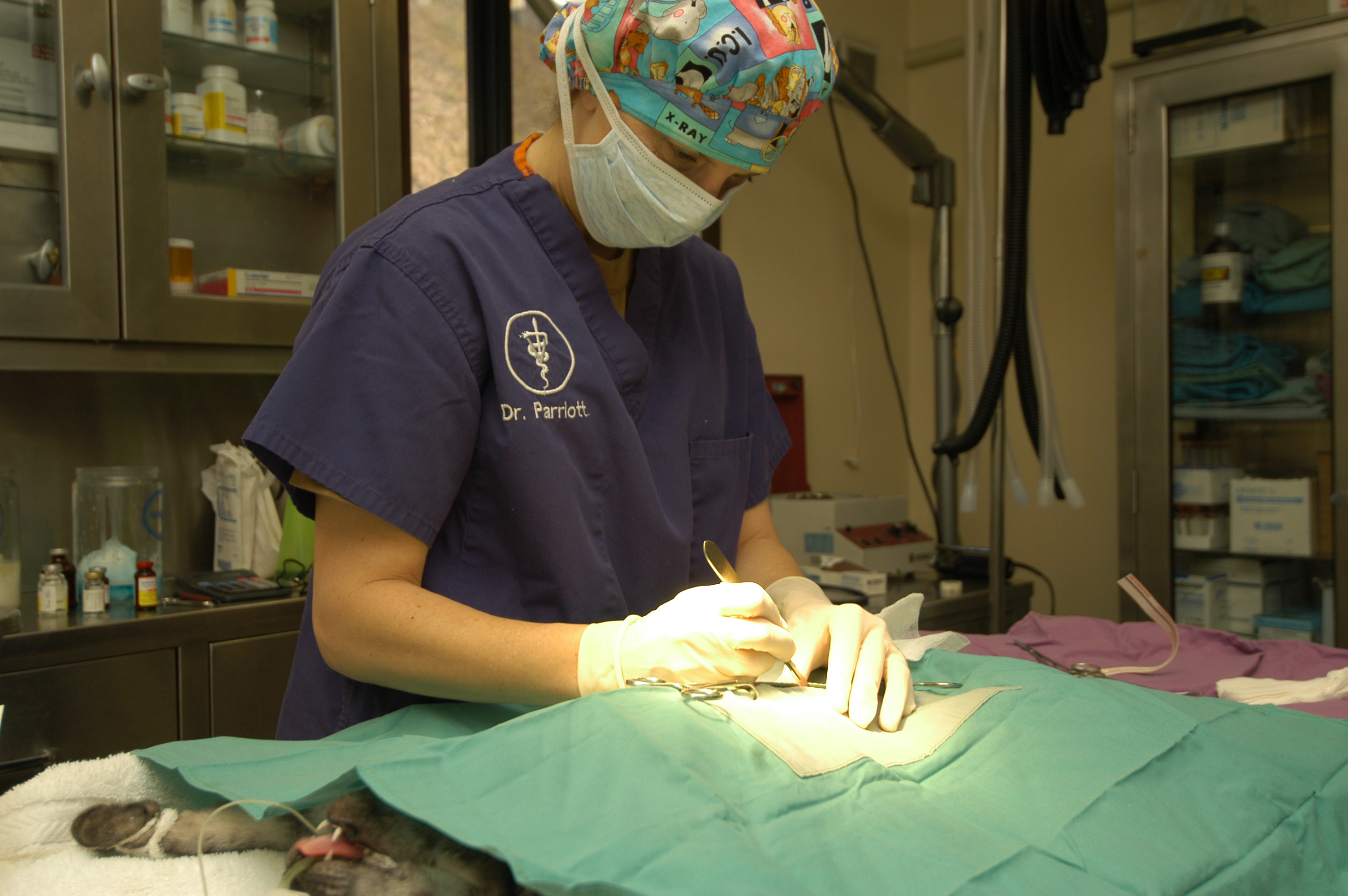
수의병원 수술장면

1855년에 창설된 수의학부는 매해 100명에 수의과 박사를 배출해 내고 있다. 미국에서 2번째로 가장 오래되고 3번째로 우수한 수의대로 알려져 있다. 현재 26개의 카운티를 책임지고 있는 수의종합병원을 소유하고 있으며 이 병원은 300명의 수의사와 미중부에서 가장 큰 동물응급실을 자랑한다. 농업이 발달한 미중부에서 가장 많이 키우는 소와 말등 큰 가축들의 수술뿐 아니라 미국 가축업에 가장 위험이 되는 동물성 전염병 연구로 널리 알려져 있다. 18개의 진료과목과 한 해에 3만 건 정도의 수술을 소화해내고 있다.
|  | - 대동물 임상학 - 미생물학, 분자 유전자학 - 병리학, 진단 이상 조사학 | - 약리학, 독물학 - 의학 - 작은 동물 임상학 |

### 의학부

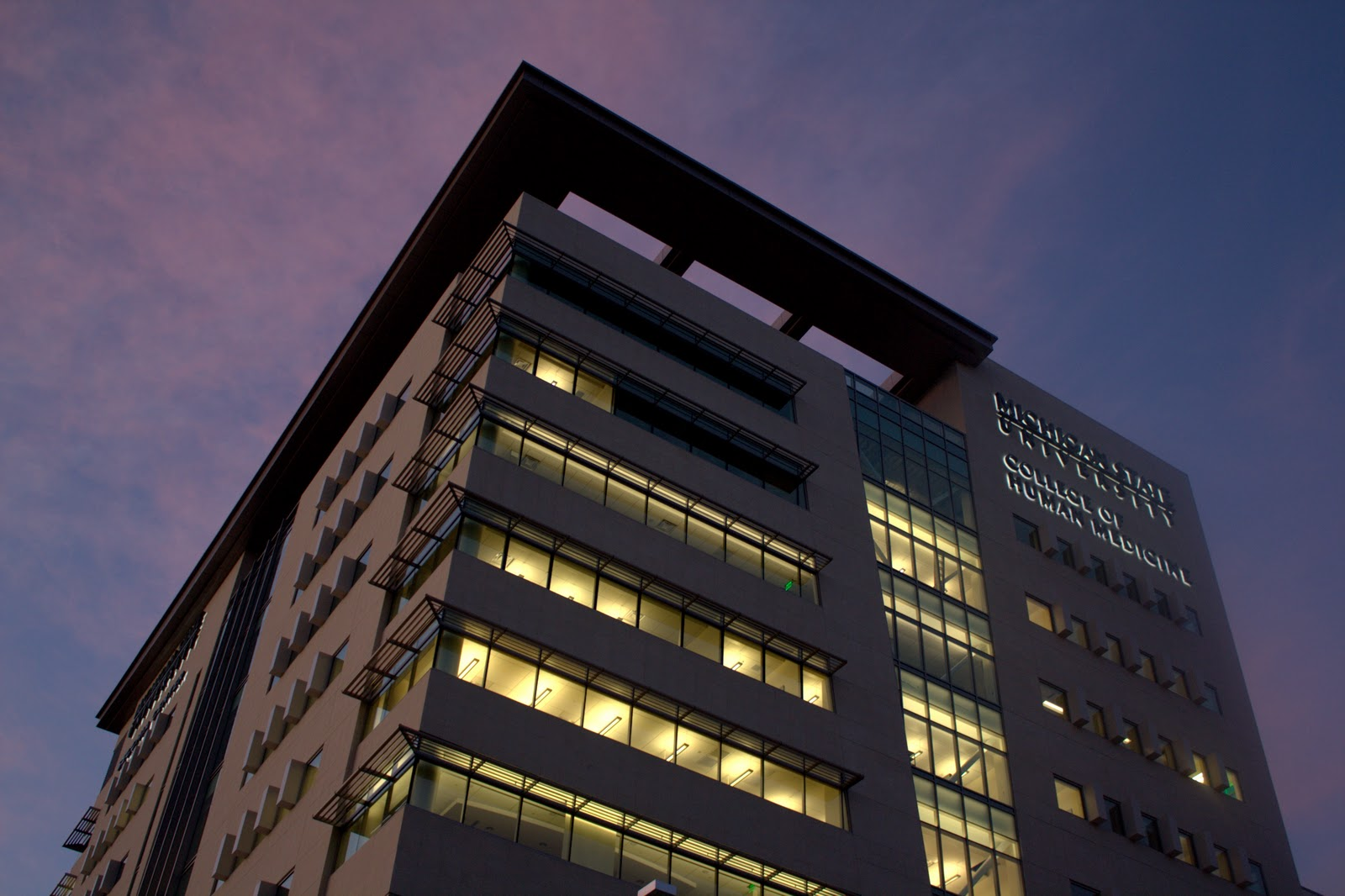
MSU CHM Secchia Center.

의학부(College of Human Medicine)는 매년 1080억의 Research Endowment를 정부(NIH)로부터 받는 의학대학원이다. 미국 50개 주 110개 의과대학 중 사회공헌도 6위, 연구실적 27위를 기록하고 있는 미국 우수의대 중 하나이다. 3개의 대형대학병원과 13개의 중소 Community-based 병원을 소유하고 있으며, 그 중 가장 규모가 큰 MSU 스펙트럼 헬스(Spectrum Health) 병원은 일년 Revenue(소득)이 2조 6천억에 이르고 13개 진료과목에서 미국병원순위 Top 20에 순위하고 있다. 두 번째로 큰 MSU Sparrow Health 병원 역시 Mayo Clinic Care Network의 7개 지정병원 중 하나로 선정되어 있다. 졸업 후 MD (Doctor of Medicine)의 학위가 수여되면 2014년 기준 졸업학생 전원이 전국 최고50위 병원의 레지던시 프로그램에 합격되었다. 유명한 졸업생으로는 지금 마요 클리닉(Mayo Clinic) 병원 CEO 존 노즈워시(John Noseworthy), 하버드 의과대학 학장을 지내고있는 Martha L. Gray, 1969년 노벨의학상을 받은 Alfred D. Hershey, 하버드 대학교의 월터 윌렛(Walter Willet) 병리학과 교수와 소아과의 어머니라 불리는 코넬리아 데커(Cornelia Dekker) 교수가 있다.
|  | - 생화학, 분자생물학 - 공중보건의학 - 의공학과 - 약학, 역학 - 미생물학 - 분자유전학 - 약리학, 임상약리학과 - 발달학 - 생식 생물학/생리학 | - 신경외과 - 일반외과 - 흉부외과 - 이빈후과 - 비뇨기과 - 안과 - 산부인과 - 소아과/소아외과 - 성형외과 | - 정신과 - 방사선과/방사선종양학과/핵의학과 - 신경내과 - 심장내과 - 내분비내과 - 가정의학과 - 재활의학과 - 피부과 - 응급의학과 |

### 정골 의학부
정골 의학부(College of Osteopathic Medicine)는 세계 최초로 공적자금을 지원받은 부서이다. 졸업생들이 미시간주에 남아 의료업무에 종사하는 오랜 전통이 있으며 이 학부의 졸업생들 중 3분의 2 이상이 미시간주에 남아 종사한다.

### 농학부
|  | - 농업 경제학 - 동물학 - 바이오 시스템학, 농업 공학 - 농업·커뮤니티·레크리에이션·자원학 - 작물·토양 과학 | - 곤충학 - 어업학 - 음식 과학, 영양학 - 삼림학 - 원예학 | - 패키지학 (포장학) - 풍경학 - 식물 생물학 - 병리학 |

### 우등 학부
우등 학부(Honors College)는 미시간 주립 대학교의 학생들에게 더 많은 학업 기회를 제공하기 위해 1956년 개설된 학부이다.

### 예술과 인간 학부
예술과 인간 학부(Residential College in the Arts and Humanities, RCAH)는 2005년 10월 21일 개설된 미시간 주립 대학교의 새 기숙형 칼리지(Residential college)이다.

## 연구

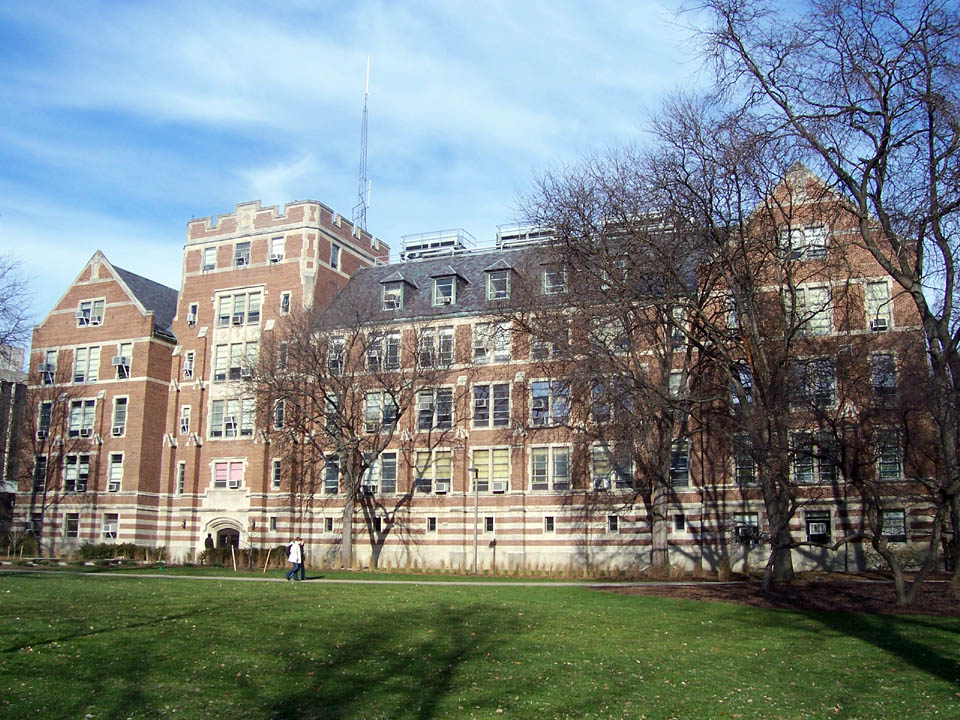
컴퓨터공학과건물.

2013년 미시간 주립 대학교는 20억 달러의 기부(Endowment)를 받았으며 이는 미국의 모든 대학 중 연구자금유치 29위에 해당한다. 이 대학교는 기나긴 생산적인 연구 역사와 더불어 2005~06년 기준으로 약 380,000,000 달러를 연구에 사용하였다. 1930년대에 G. 말콤 트라우트는 우유의 균질화를 위한 가공법을 발명하였다. 1877년 식물학 교수 윌리엄 제임스 빌은 농업 생산량을 증대시킨 하이브리드 옥수수 생산에 유전자 교배를 수행하였다. 1960년대에 MSU 과학자들은 주도적인 암 치료제 시스플라틴을 개발하였다. 오늘날 미시간 주립 대학교는 미국 에너지부가 후원하는 MSU-DOE 발전소 연구소와 입자 가속기로 알려진 국립 초전도 사이클로트론 연구소(National Superconducting Cyclotron Laboratory)와 같은 연구소들과 연구를 계속하고 있다.
2010년 2월, 미국 국립과학재단은 생물의학물리학 건물에서 BEACON(Bio/computational Evolution in Action Consortium) 개발을 위해 미시간 주립 대학교에 25,000,000 달러를 수여했다.

## 순위
《U.S. 뉴스 & 월드 리포트》에 따르면 MSU의 핵물리학 대학원 프로그램은 1위, 초등·중등 교육 부문에서 1위, 의학 부문에서는 5위, 수의학에서는 9위의 순위가 매겨졌다. 2008 《U.S. 뉴스 & 월드 리포트》에 따르면 미시간 주립 대학교의 서플라이 체인 매니지먼트 프로그램은 미국 내 1위를 기록하였다.
파이낸셜 타임즈의 2006 글로벌 MBA 순위에서는 미국에서 17위, 세계 31위에 순위를 매기고 있다. 투자 회수율(MBA를 취득한 뒤에 오른 연수입 학비와 기회 손실비)을 기본으로 평가하는 포브스의 MBA 랭킹 2007에서는 미국에서 19위에 순위가 매겨졌다.
1955년에 설립된 커뮤니케이션 칼리지(The College of Communication Arts and Sciences)는 미국 제일이다. 2007년 The Chronicle of Higher Education에 따르면 매스 커뮤니케이션 분야에서 Media and Information Studies 박사 학위 프로그램에서 2위이다. 커뮤니케이션 박사 학위 프로그램은 2007년에 출판된 The Chronicle of Higher Education의 2005년 교직원 학문 생산 지수(Faculty Scholarly Productivity Index)에서 커뮤니케이션 별도 분야로 4위를 하였다. 이 칼리지에 속하는 교직원과 동문들은 8개의 퓰리처상과 두 번의 에미상을 받았다.

## 캠퍼스

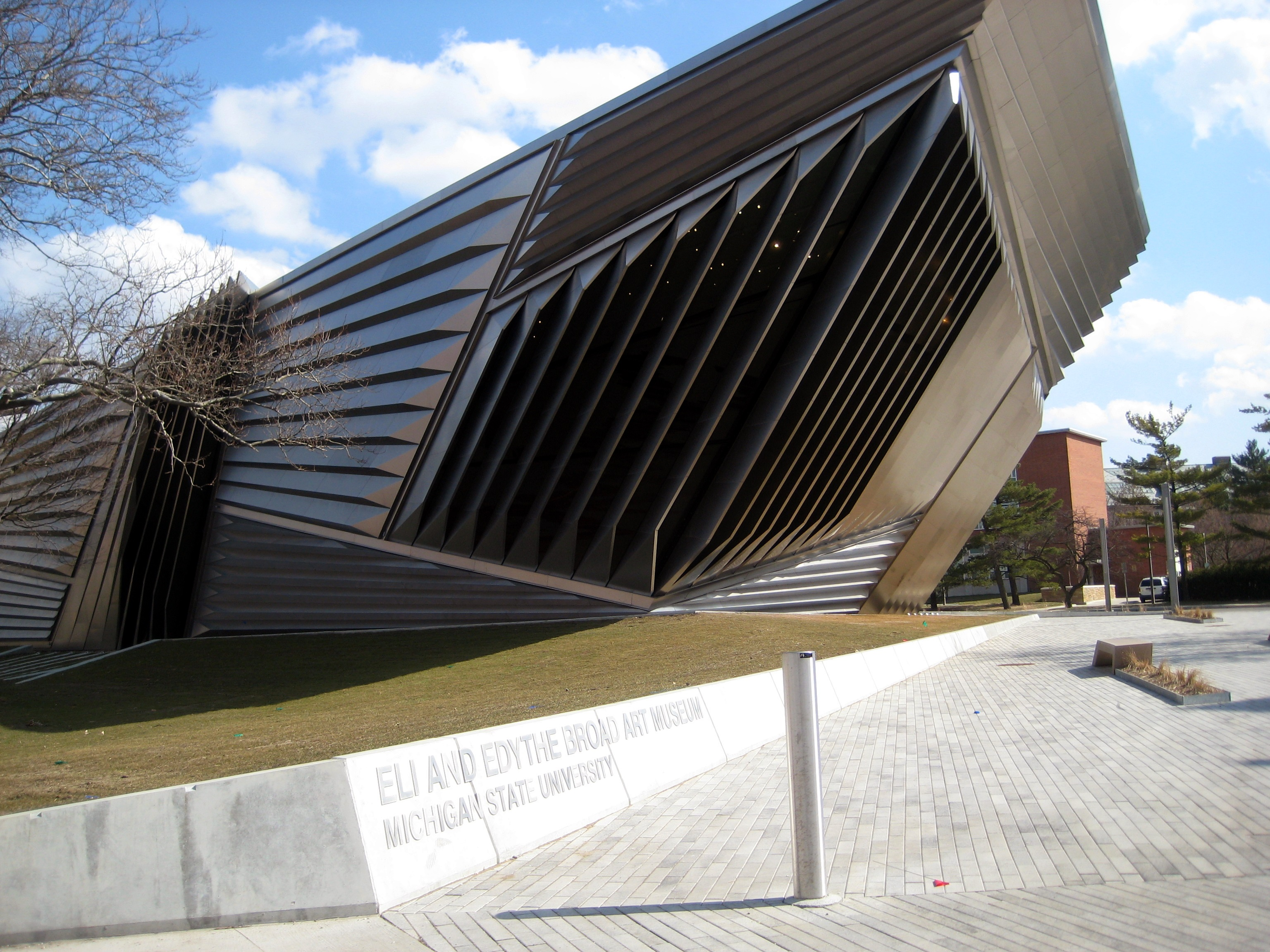
세계 부위 50위 중 하나인 졸업생 엘리 브로드가 지은 교내 미술 박물관 엘리 앤드 에디스 브로드 미술관.

미시간 주립 대학교의 캠퍼스는 미시간주 이스트랜싱에 위치해 있다. 이 캠퍼스는 레드시다강둑에 자리잡혀 있다.
캠퍼스 개발은 1856년에 세 개의 건물로 시작하였다. 다목적 건물 칼리지 홀, 나중에 세인츠 레스트로 불린 기숙사, 그리고 헛간 건물이다. 오늘날 이 학교의 인근 캠퍼스는 5,200 에이커 (21 제곱 킬로미터)에 이르며 이 가운데 2,000 에이커 (8.1 제곱 킬로미터)가 개발되어 있다. 현재 556개의 건물이 있는데 이 가운데 100개의 건물이 교육용으로, 131개의 건물이 농업용으로, 166개의 건물이 기숙사 및 외식 산업으로, 42개 건물이 체육용이다. 전반적으로 학교는 총 실내 공간으로 22,763,025 제곱 피트 (2,114,754.2 제곱 미터)로 이루어져 있다. 모두 연결하면 26 마일 (42 킬로미터)의 길과 100 마일 (160 킬로미터)의 보도를 이룬다. 또, 미시간 주립 대학교는 44개의 비 캠퍼스 재산을 소유하고 있는데 28개국에서 총 22,000 에이커 (89 제곱 킬로미터)에 이른다.

### 캠퍼스 북부

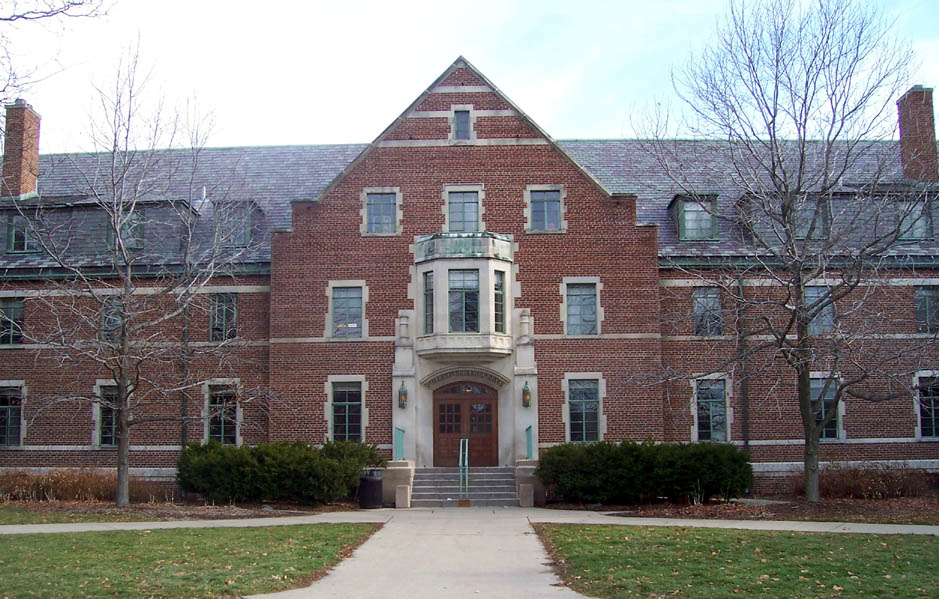
스나이더 필립홀 북부 캠퍼스에 위치한 기숙사

캠퍼스의 가장 오래된 지역은 레드 시다의 북쪽에 위치해 있다. 여기에는 대학 고딕 건축, 풍성한 나무, 약간의 직선 도로에 수많은 굽은 도로가 있다. 처음 세 개의 건물로 시작된 지역이지만 이 건물 가운데 어떠한 것도 살아있지는 않다. 강 북쪽의 다른 역사적인 건물로는 카울스 하우스, 총장 공식 주택, 뷰몬트 타워, 카리용(편종) 시계탑 등이 있다. 동쪽으로 원예를 위한 미국 최초의 독립 구조의 연구소 유스터스-콜 홀(Eustace–Cole Hall)이 위치해 있다. 다른 볼거리로는 존 A. 한나 전 총장의 동상, 빌 보태니컬 가든, 또 더 락이라는 페인트칠된 옥석 등이 있다. 캠퍼스 북서쪽 가장자리에는 대학교의 호텔인 켈로그 호텔(Kelogg Hotel)과 콘퍼런스 센터가 위치해 있다. 또, 이 대학교는 1857년에 설립된 박물관도 있다. 이 MSU 박물관은 중서부에서 가장 오래된 박물관 가운데 하나이며 미국 박물관 협회에 소속되어 있다.

### 캠퍼스 남부

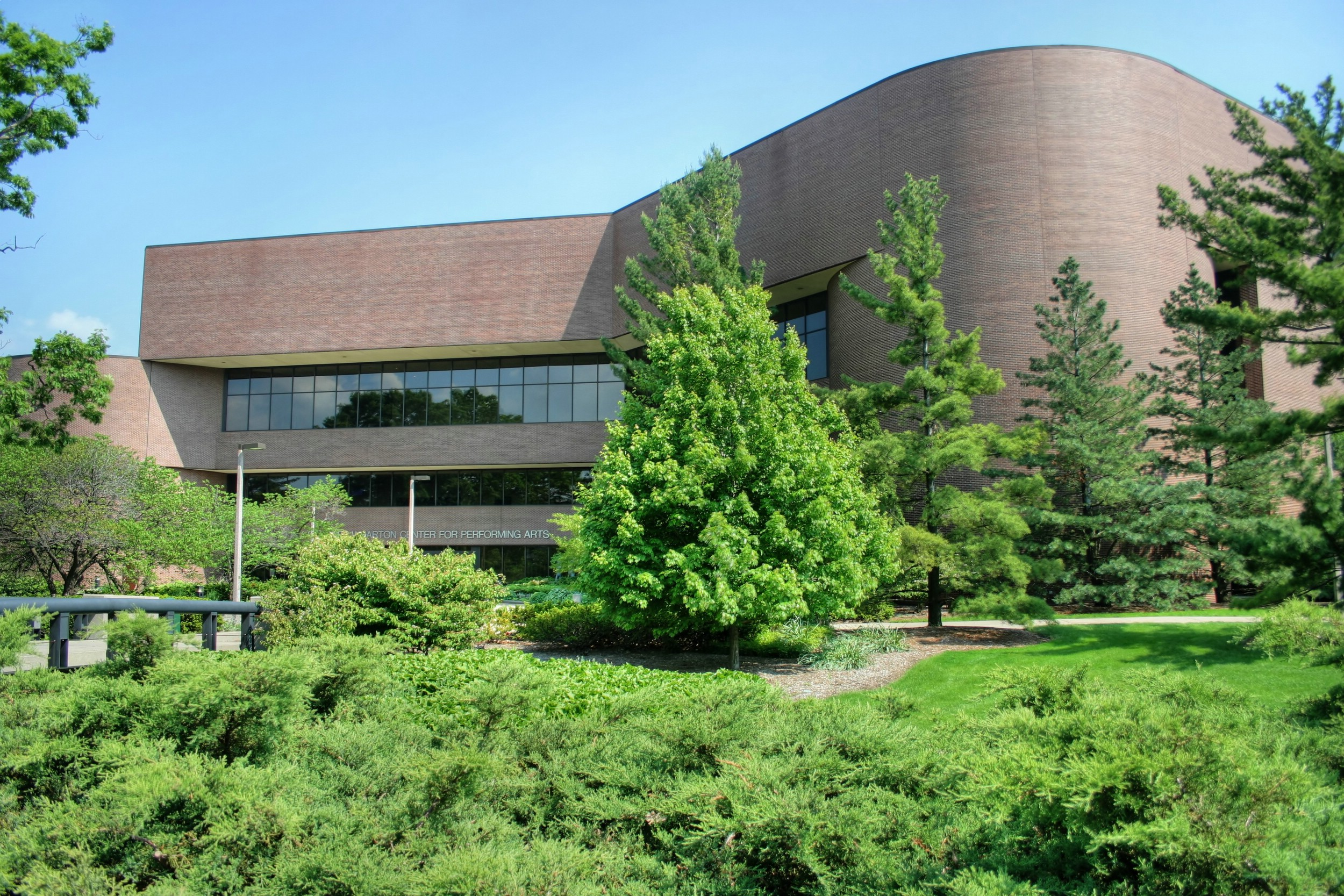
Wharton Center for Performing Arts 건물

캠퍼스 남부는 세계 제 2차 대전 이후, 잎이 무성하고 상대적으로 직선 형의 도로, 수많은 주차장이 들어선 국제주의 양식 건물로 대부분 이루어져 있다. 2020 비전 마스터 플랜은 기존 주차장을 주기장과 녹색 공간으로 대체한다고 발표하였다. 그러나 이러한 계획이 제 기능을 하려면 수년이 걸릴 것으로 보인다. 마스터 플랜의 일부로 대학교는 2005년에 스파르티라는 새로운 동상을 세웠다. 이는 모더니스트 테라코타 동상을 대체한 것이며 지금도 스파르탄 경기장에서 볼 수 있다. 캠퍼스 남부에 위치한 잘 알려진 교육 및 연구 건물로는 College of Law와 사이클로트론이 있다.

## 학생 생활

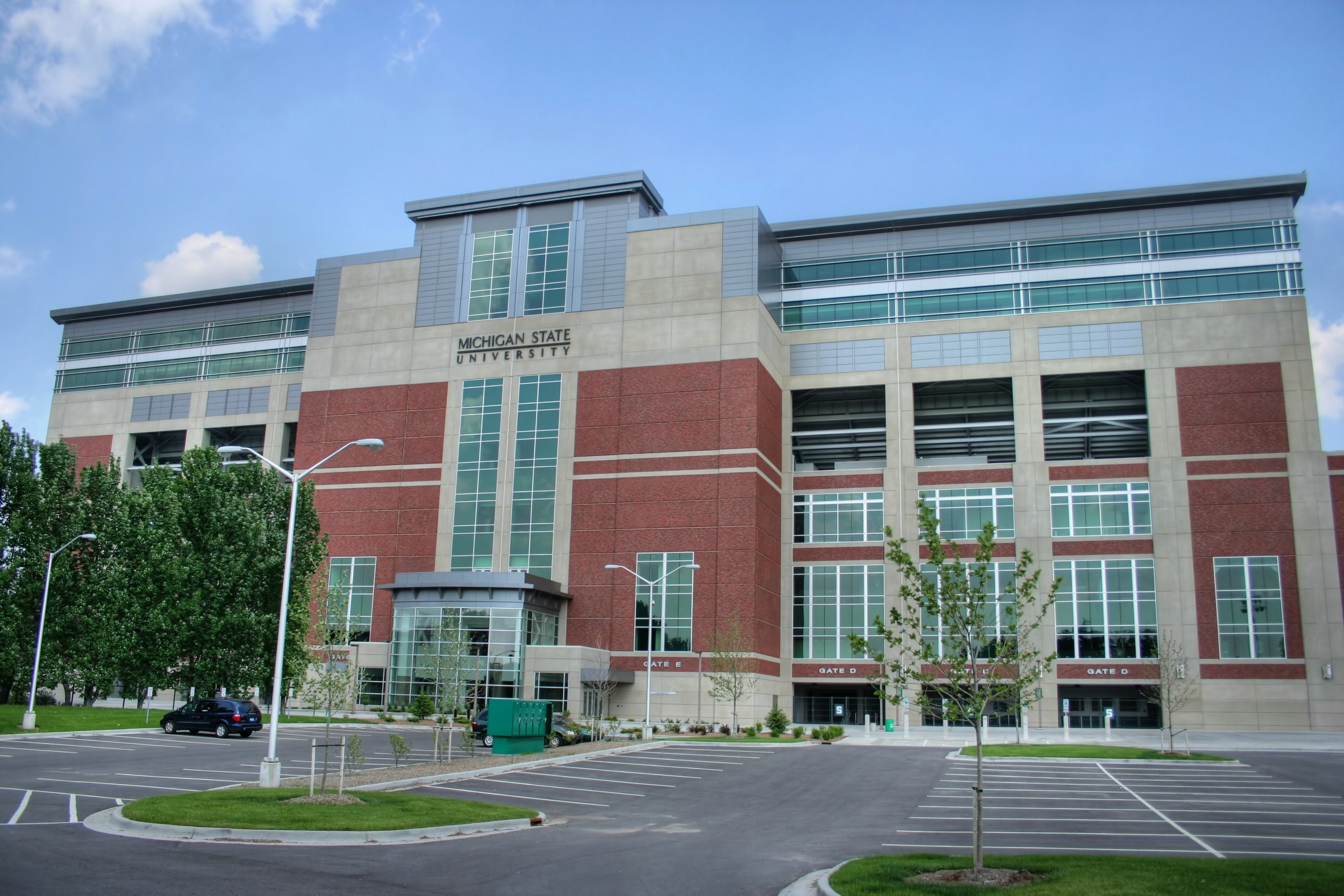
스파르탄 스타디움 입구. 9만 명의 관중 수용이 가능하다.

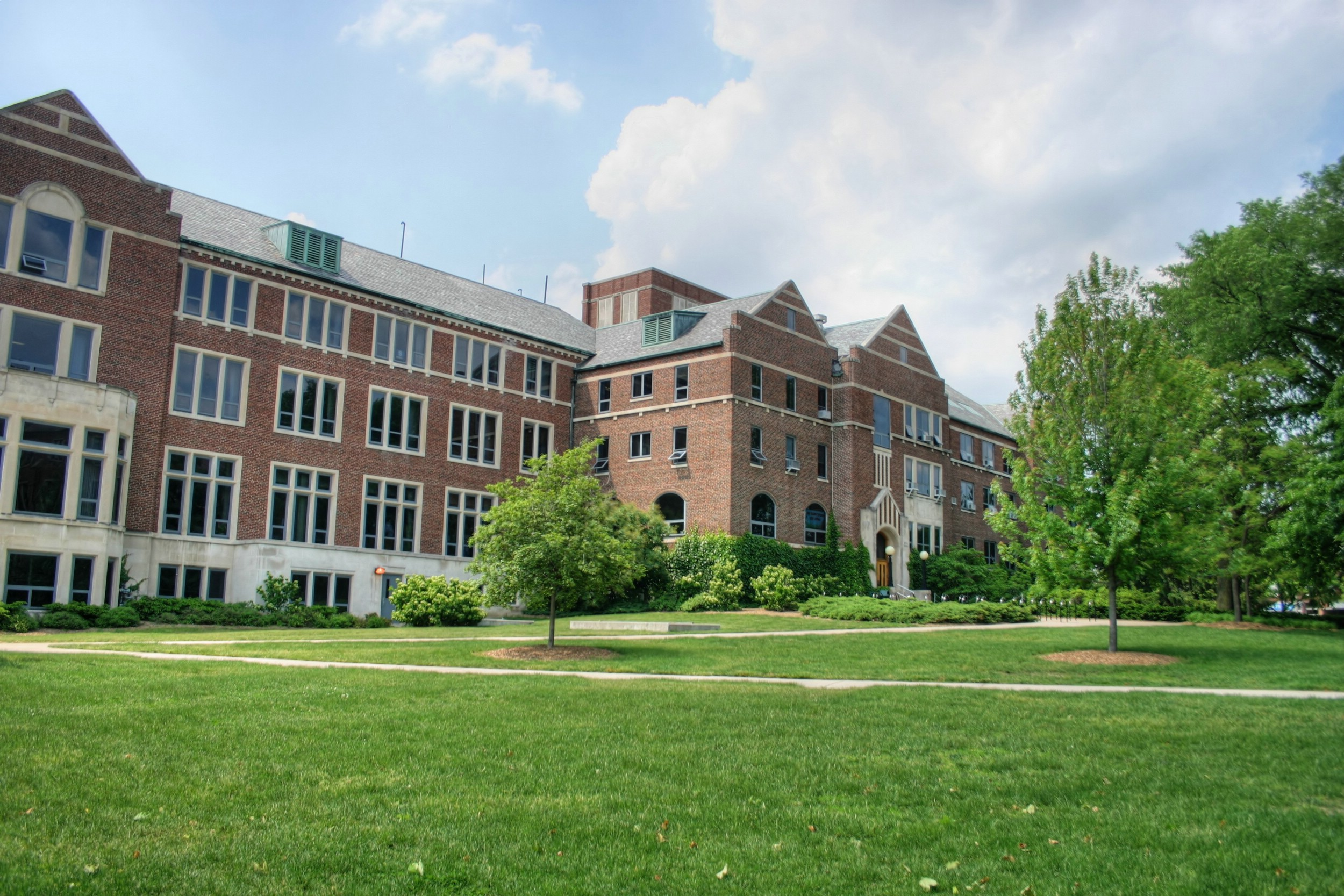
유니온 빌딩

이스트랜싱은 매우 큰 대학가로, 60.2%의 인구가 15세에서 24세까지 분포해 있다. 1950년대에서 1960년대까지 존 A. 한나 총장이 미국에서 가장 큰 기숙 건물을 세웠다. 이 학교의 약 16,000 명의 학생들이 23 군데의 기숙 건물에 살고 있다. 이 중 하나는 대학원생을 위한 기숙사, 세 군데는 아파트 마을, 나머지는 기숙사이다. 각 기숙 건물은 저만의 관리 구역이 있다. 캠퍼스 안에 이렇게 큰 크기의 기숙 건물이 있음에도 불구하고, 58 퍼센트의 학생들은 캠퍼스 밖에서 거주한다. 이러한 학생들의 이웃 가운데 하나가 바로 "시다 빌리지"(Cedar Village)이다. 이 곳은 4월 첫 토요일에 전통적인 시다 축제(Cedar Fest)를 연다.

### 그리스식 생활
미시간 주립 대학교의 그리스식 시스템은 미국에서 가장 큰 시스템 가운데 하나로 자리 잡았으며, 3,000명 이상의 구성원을 자랑한다. 1872년에 시작하였으며 램다 치 알파 사교모임(Lambda Chi Alpha Fraternity), 알파 감마 로 사교모임(Alpha Gamma Rho Fraternity), 알파 피 대학여성모임(Alpha Phi Sorority)를 중심으로 1922년에 다시 설립되었다. MSU 그리스식 시스템은 이제 55 개의 그리스식 학생 활동을 이루고 있다.

### 학생회
미시간 주립 대학교의 학생회(ASMSU)에 속한 학생들은 일반 대학생들이 주축이 되는 학생자치회이다.
학생들은 학생회의 기능 자금으로 한 학기에 16.75 달러를 낸다. 여기에는 한 해 동안의 활동 비용과 조직 임원의 급료를 포함하고 있다. 학생들이 운영하는 조직은 이스트랜싱과 미시간 주립 대학교의 공동체에 큰 영향을 미치고 있다. 한 예로 타워 가드 오너 소사이어티(Tower Guard honor society)가 있다.
ASMSU와 직접적인 관련은 없지만, 미시간 주립 대학교에서 한국 학생들이 주축이 되는 한국학생회와 한국학생협회도 존재한다.

## 지리

미시간 주립 대학교의 미시간주의 위치

미시간 주립 대학의 본거지, 이스트랜싱시는 대도시 시카고와 디트로이트의 중간에 위치하는 대학가이다. 이스트랜싱시에는 한국 식당(찰리강, Q스시, 코리아 하우스 등) 말고도, 멕시코 요리나 인도 요리, 중화 요리(베킹 등), 일본 요리(오미 스시 등) 등 여러 식당이나 술집이 있으며, 또 가까운 곳에는 대형 쇼핑몰인 머리디안 몰, 베스트바이, 월 마트 등과 슈퍼마켓이 많이 존재한다.

## 교통

### 항공
- 랜싱 공항 (Lansing Capital City Airport)

### 열차
- 암트랙

### 버스
- 그레이하운드
- CATA 버스 - 이스트랜싱 일대를 순환하는 버스

## 저명한 동문
동문으로는 미시간주의 주지사 그레천 휘트머, 미국 상원 데비 스태버나우, 전 대한민국의 국무총리 이완구, 요르단의 총리 아드난 바드란, 자선가 엘리 브로드, 퓰리처상을 수상한 소설가 리처드 포드 등이 있다.
그 외에 제임스 칸, 앤서니 힐드, 로버트 유릭 등의 배우, 성우 조성원, 코미디언 잭키 마틀링, 영화 감독 마이클 치미노 및 샘 레이미, 영화 편집가 밥 머로우스키 등이 이 대학교 출신이다.
비브라폰 연주자로서 밀트 잭슨도 동문이다.

## 캠퍼스 사진

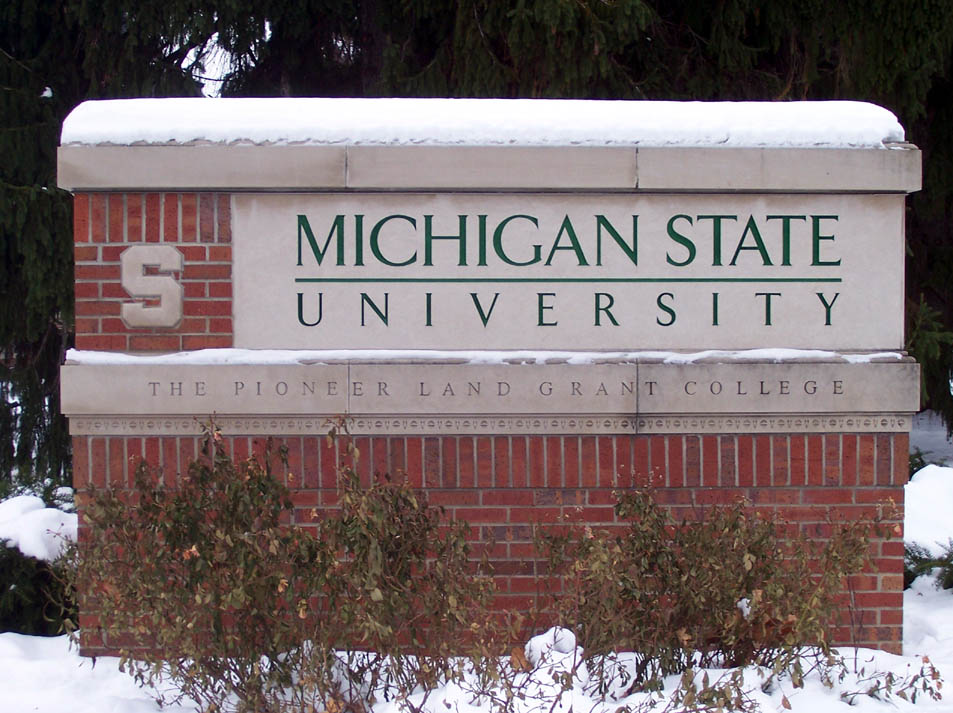
아보트 홀 앞에 있는 미시간 주립 대학교 표시
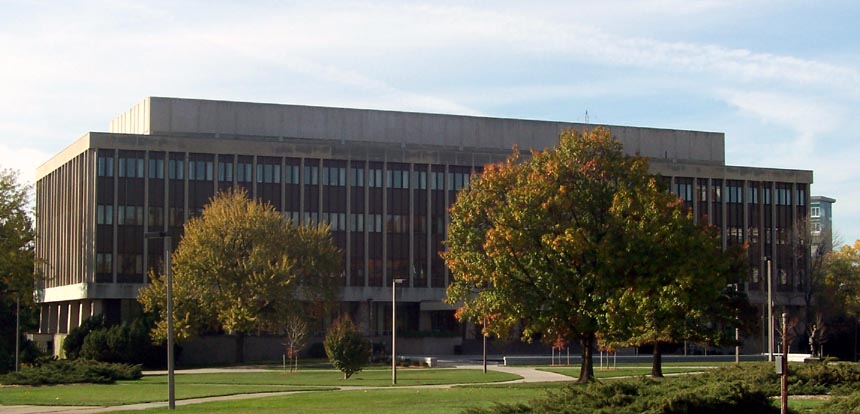
MSU 행정 건물
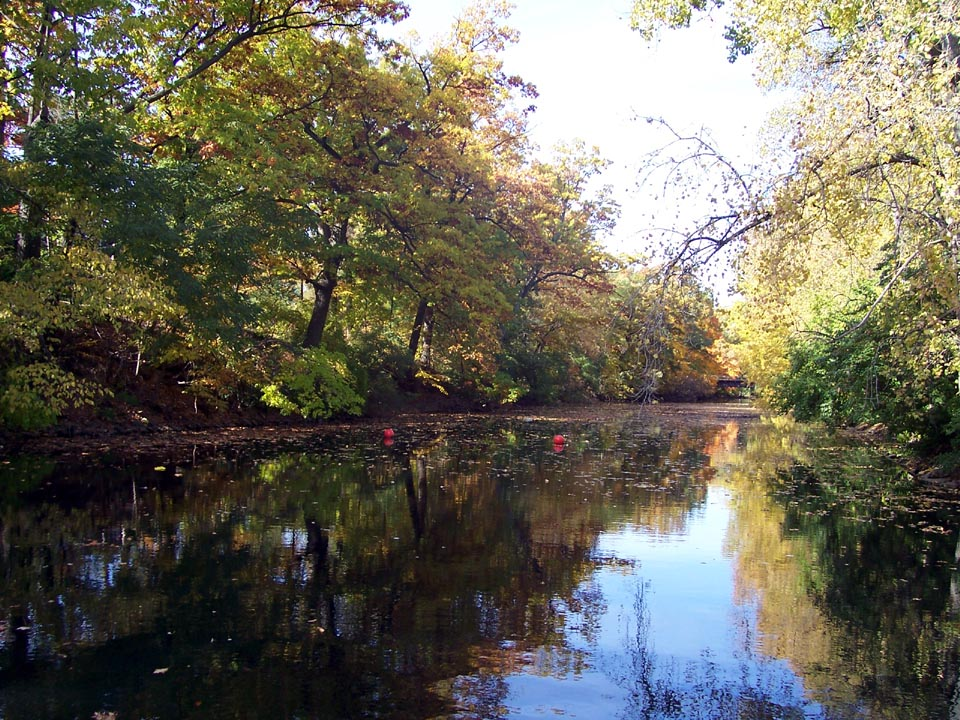
레드 시다 강
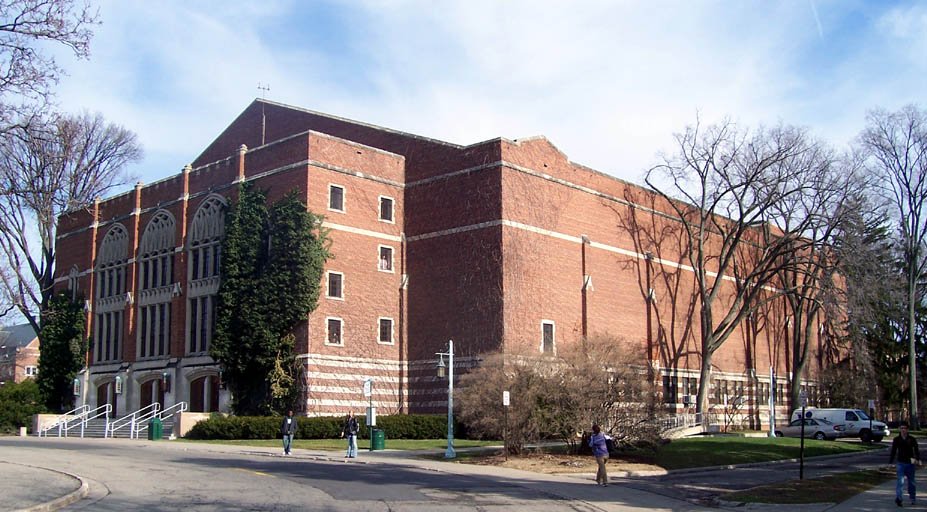
강당
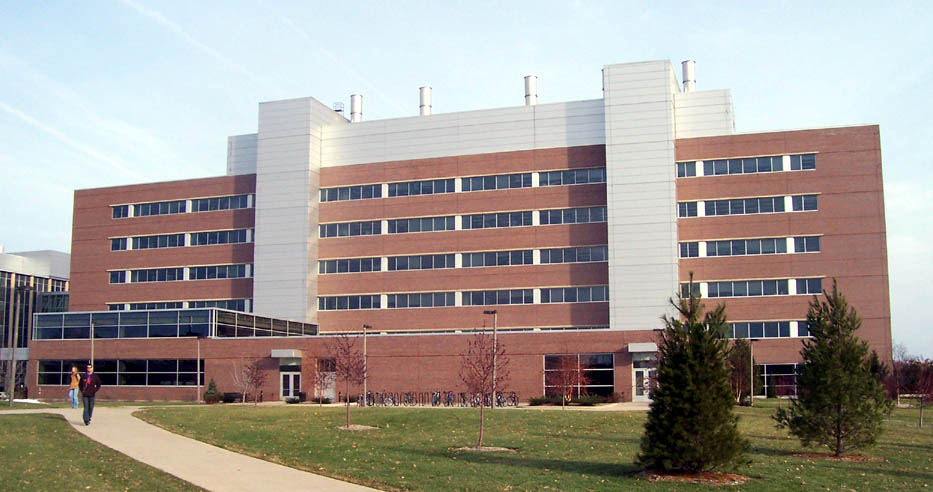
생물학 과학 센터
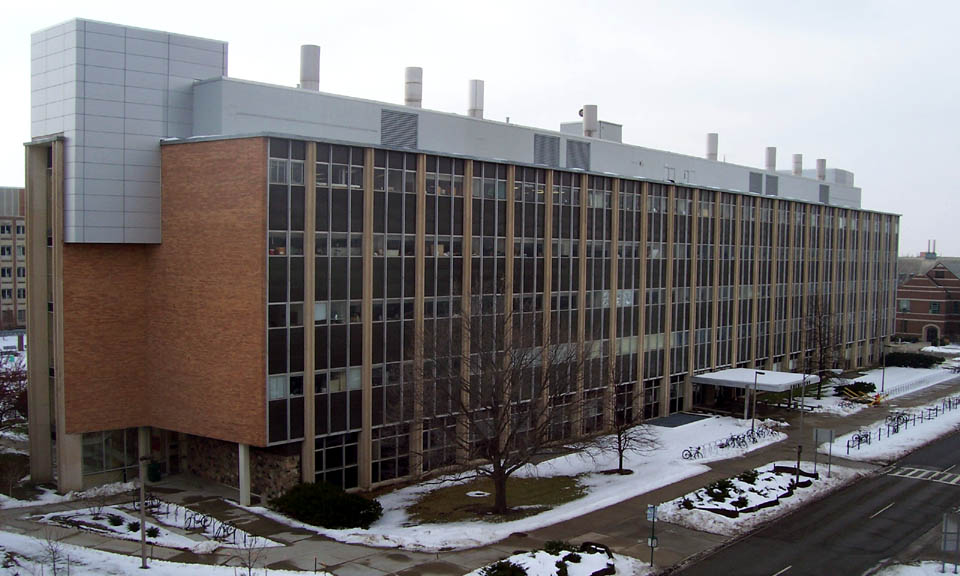
화학 센터
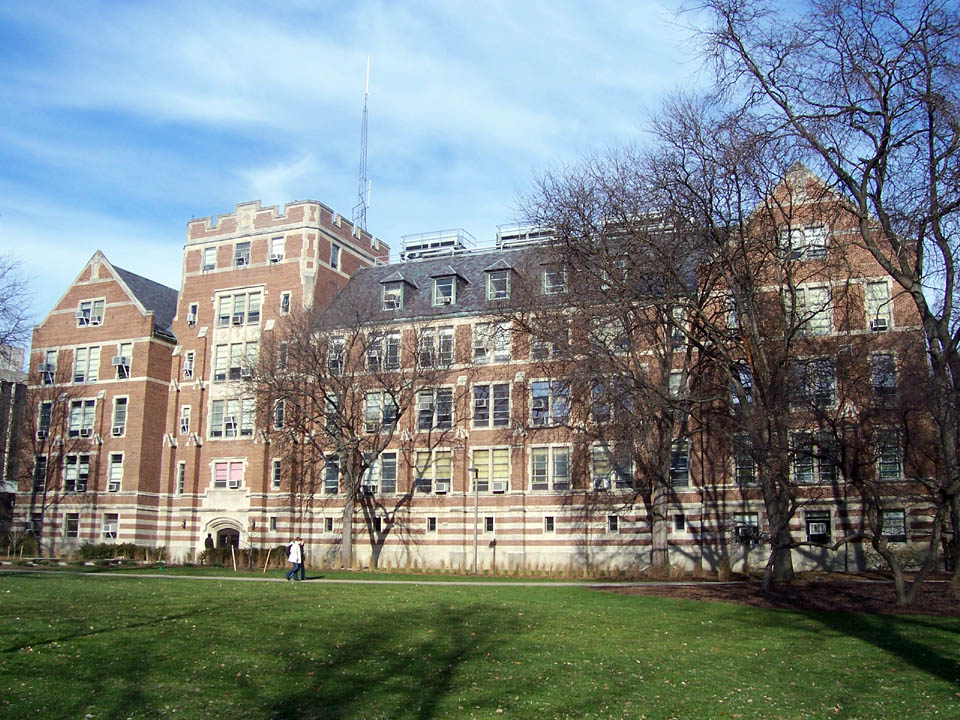
컴퓨터 센터
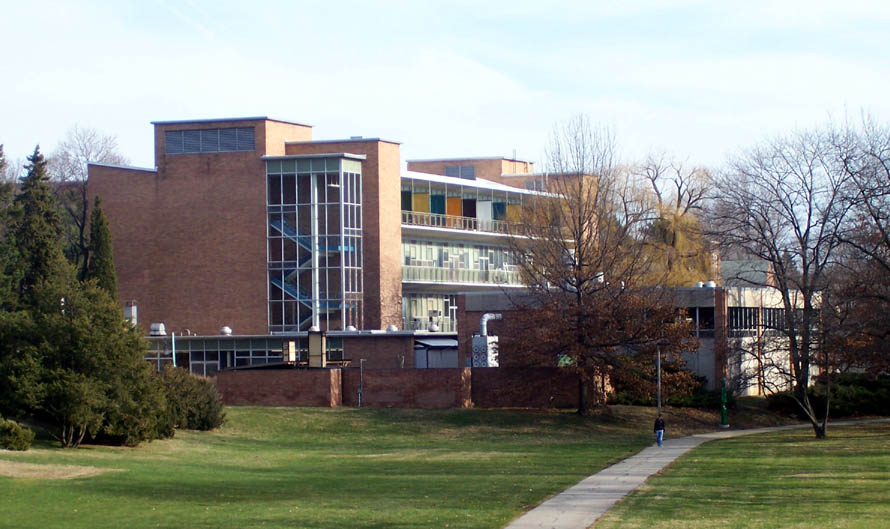
크레스지 예술 센터
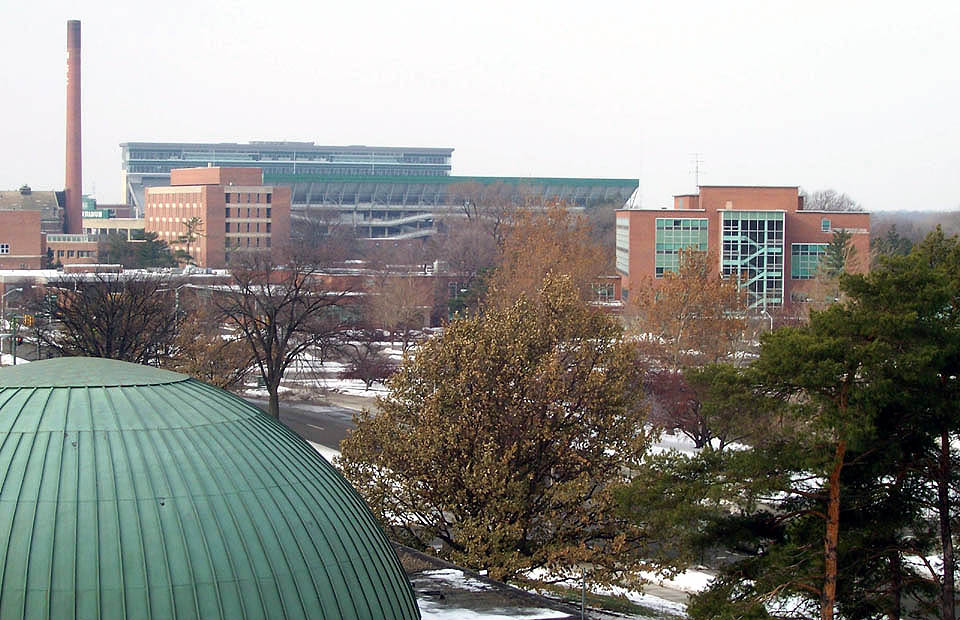
캠퍼스 남부 지평선
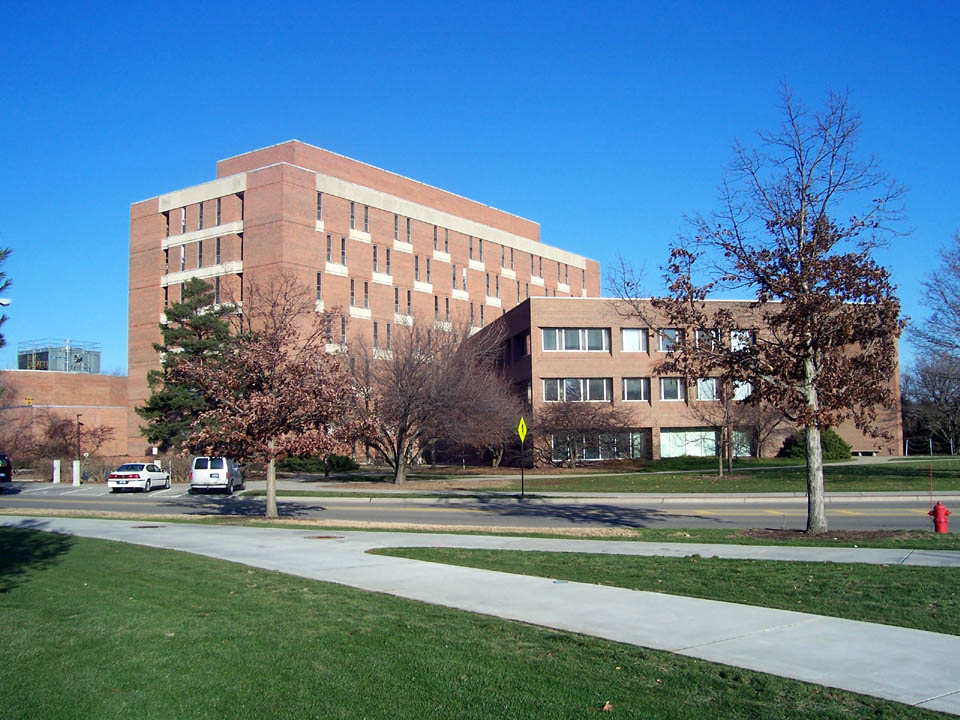
MSU 웰스홀
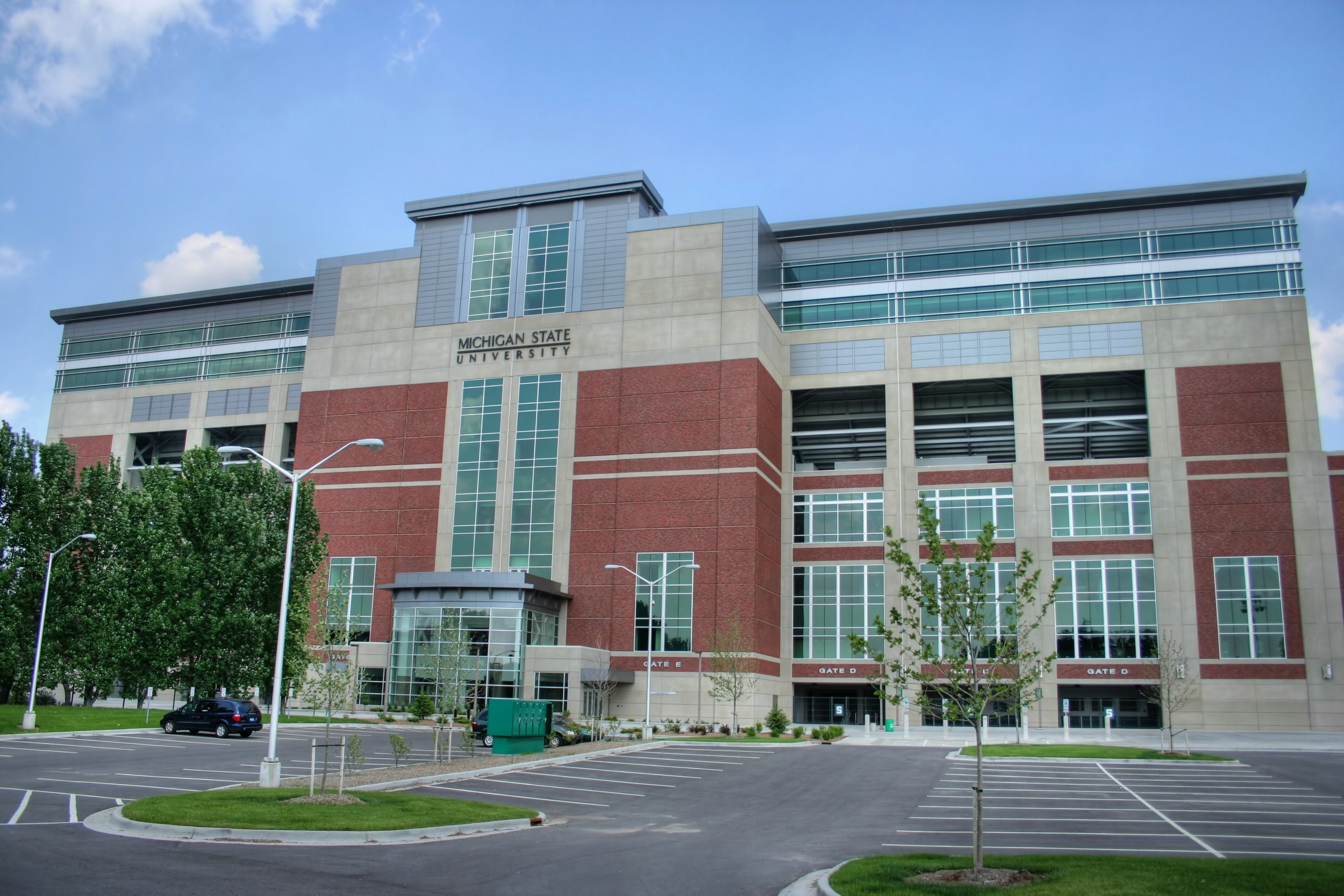
MSU 스파르탄 경기장 단면
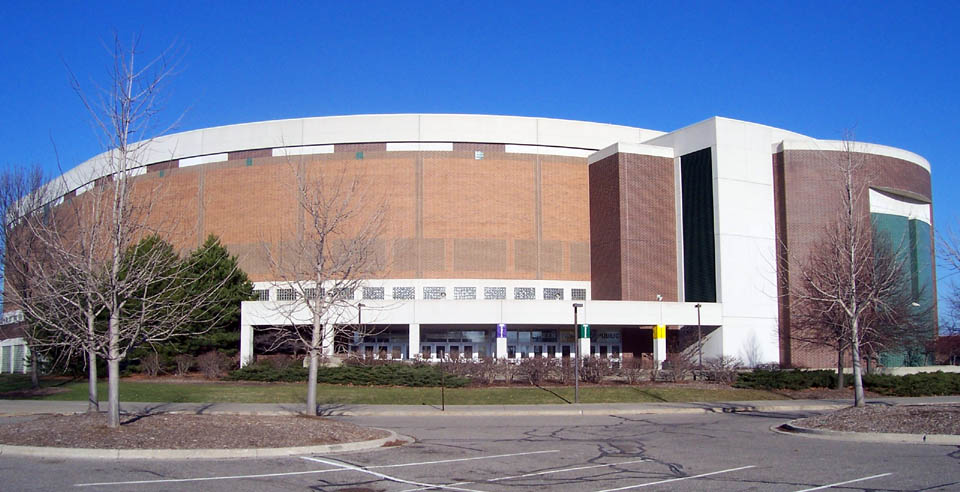
MSU 브레슬린 센터
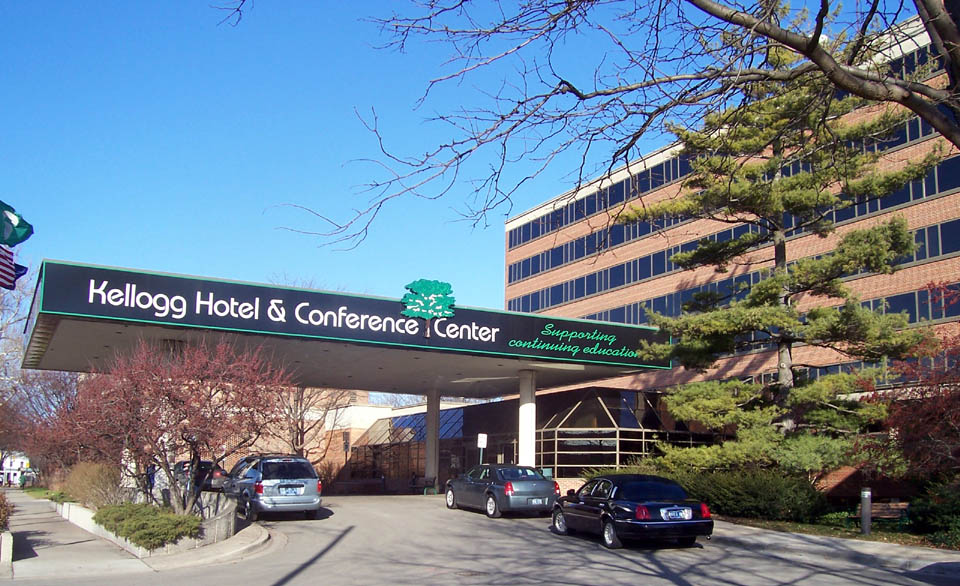
MSU 켈로그 센터 (호텔)
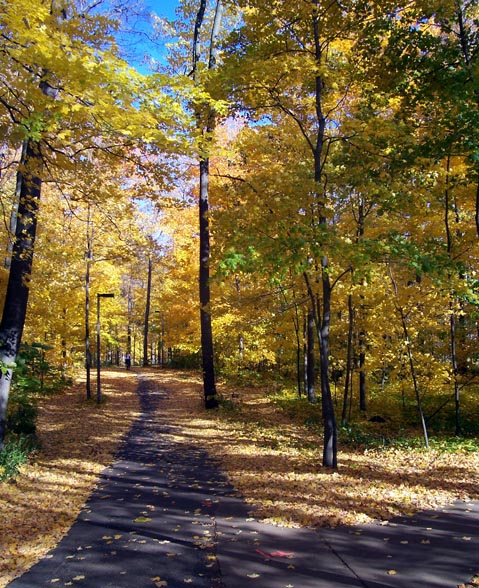
MSU 가을길

## 같이 보기
- 모릴법

## 참고 문헌
- Kuhn, Madison. (1955). 《Michigan State: The First Hundred Years, 1855–1955》. East Lansing: Michigan State University Press. ISBN 0-87013-222-9.
- Stanford, Linda O., and Dewhurst, C. Kurt. (2002). 《MSU Campus: Buildings, Places, Spaces》. East Lansing: Michigan State University Press. ISBN 0-87013-631-3.